# 13e étape du Tour d'Espagne 2018
La 13e étape du Tour d'Espagne 2018 se déroule le 7 septembre 2018, entre Candás et La Camperona, sur un parcours de 174,8 kilomètres. Elle est remportée par le coureur espagnol Óscar Rodríguez, de l'équipe Euskadi-Murias, qui devance ses compagnons d'échappée dans l'ascension finale. Bien que distancé par ses rivaux dans le final, Jesús Herrada (Cofidis) garde le maillot rouge.

## Déroulement de la course
Une échappée de 32 coureurs se forme en début d'étape. Elle comprend notamment Luis Ángel Maté (Cofidis), leader du classement de la montagne, Benjamin King (Dimension Data), vainqueur de deux étapes de cette Vuelta, Bauke Mollema (Trek-Segafredo), Rafal Majka (Bora-Hansgrohe), Thomas De Gendt (Lotto-Soudal), Ilnur Zakarin (Katusha-Alpecin), Sergio Henao (Sky). Ce groupe obtient jusqu'à neuf minutes et demie d'avance et en conserve quatre lorsqu'il aborde la dernière difficulté, l'ascension de La Camperona. Marcus Burghardt et Jay McCarthy, de l'équipe Bora-Hansgrohe, mènent le groupe au début de la montée et mettent en difficulté plusieurs coureurs.
Ilnur Zakarin est le premier à attaquer, à 3,3 km, mais est rapidement rattrapé. Rafal Majka l'imite à 2,5 km du sommet. Merhawi Kudus (Dimension Data) parvient à se joindre à lui puis est distancé. Dylan Teuns (BMC) rattrape Majka à 1800 mètres, puis ces deux coureurs sont rejoints à la flamme rouge par Óscar Rodríguez (Euskadi-Murias). Celui-ci poursuit son effort et part seul remporter l'étape. Il franchit la ligne d'arrivée avec 19 secondes d'avance sur Majka, 30 sur Teuns.
Le peloton est mené dans l'ascension par l'équipe Astana puis par Mitchelton-Scott. À un kilomètre de l'arrivée, Nairo Quintana et Simon Yates s'échappent. Quintana part seul dans les cent derniers mètres et prend six secondes à Yates. Les autres favoris arrivent dans les secondes qui suivent, plus de deux minutes et demie après Oscar Rodriguez. Jesus Herrada, distancé dans l'ascension, arrive avec 4 min 18 s de retard. Il parvient à conserver le maillot rouge avec une avance de 1 min 42 s sur Yates et 1 min 40 s sur Quintana,.
Óscar Rodríguez, âgé de 23 ans, obtient ici sa première victoire chez les professionnels et offre à Euskadi-Murias, qui effectue sa première saison au niveau continental professionnel et dispute sa première Vuelta, sa première victoire sur une course du calendrier World Tour.

## Résultats

### Classement de l'étape
| \| Classement de l'étape \| Classement de l'étape \| Classement de l'étape \| Classement de l'étape \| Classement de l'étape \| \| Coureur \| Coureur \| Pays \| Équipe \| Temps \| \| --------------------- \| ---------------------------- \| --------------------- \| --------------------- \| --------------------- \| \| 1er \| Óscar Rodríguez Garaicoechea \| Espagne \| Euskadi-Murias \| 4 h 17 min 05 s \| \| 2e \| Rafał Majka \| Pologne \| Bora-Hansgrohe \| + 19 s \| \| 3e \| Dylan Teuns \| Belgique \| BMC Racing Team \| + 30 s \| \| 4e \| Bjorg Lambrecht \| Belgique \| Lotto-Soudal \| + 38 s \| \| 5e \| Laurens De Plus \| Belgique \| Quick-Step Floors \| + 43 s \| \| 6e \| Merhawi Kudus \| Érythrée \| Dimension Data \| + 1 min 00 s \| \| 7e \| Ilnur Zakarin \| Russie \| Katusha-Alpecin \| + 1 min 12 s \| \| 8e \| Pieter Serry \| Belgique \| Quick-Step Floors \| + 1 min 21 s \| \| 9e \| Edward Ravasi \| Italie \| UAE Team Emirates \| + 1 min 25 s \| \| 10e \| Benjamin King \| États-Unis \| Dimension Data \| + 1 min 27 s \| |                              |            |                   |                 |
| |                              |            |                   |                 |
| Source : ProCyclingStats |                              |            |                   |                 |
| Classement de l'étape |                              |            |                   |                 |
| Coureur | Coureur                      | Pays       | Équipe            | Temps           |
| 1er | Óscar Rodríguez Garaicoechea | Espagne    | Euskadi-Murias    | 4 h 17 min 05 s |
| 2e | Rafał Majka                  | Pologne    | Bora-Hansgrohe    | + 19 s          |
| 3e | Dylan Teuns                  | Belgique   | BMC Racing Team   | + 30 s          |
| 4e | Bjorg Lambrecht              | Belgique   | Lotto-Soudal      | + 38 s          |
| 5e | Laurens De Plus              | Belgique   | Quick-Step Floors | + 43 s          |
| 6e | Merhawi Kudus                | Érythrée   | Dimension Data    | + 1 min 00 s    |
| 7e | Ilnur Zakarin                | Russie     | Katusha-Alpecin   | + 1 min 12 s    |
| 8e | Pieter Serry                 | Belgique   | Quick-Step Floors | + 1 min 21 s    |
| 9e | Edward Ravasi                | Italie     | UAE Team Emirates | + 1 min 25 s    |
| 10e | Benjamin King                | États-Unis | Dimension Data    | + 1 min 27 s    |

## Classements à l'issue de l'étape

### Classement général
| \| Classement général \| Classement général \| Classement général \| Classement général \| Classement général \| \| Coureur \| Coureur \| Pays \| Équipe \| Temps \| \| ------------------ \| ------------------ \| ------------------ \| -------------------------- \| ------------------ \| \| 1er \| Jesús Herrada \| Espagne \| Cofidis, Solutions Crédits \| 54 h 50 min 19 s \| \| 2e \| Simon Yates \| Royaume-Uni \| Mitchelton-Scott \| + 1 min 42 s \| \| 3e \| Nairo Quintana \| Colombie \| Movistar Team \| + 1 min 50 s \| \| 4e \| Alejandro Valverde \| Espagne \| Movistar Team \| + 1 min 54 s \| \| 5e \| Miguel Ángel López \| Colombie \| Astana \| + 2 min 23 s \| \| 6e \| Rigoberto Urán \| Colombie \| EF Education First-Drapac \| + 2 min 33 s \| \| 7e \| Ion Izagirre \| Espagne \| Bahrain-Merida \| + 2 min 35 s \| \| 8e \| Tony Gallopin \| France \| AG2R La Mondiale \| + 2 min 40 s \| \| 9e \| Steven Kruijswijk \| Pays-Bas \| LottoNL-Jumbo \| + 2 min 44 s \| \| 10e \| Emanuel Buchmann \| Allemagne \| Bora-Hansgrohe \| + 2 min 47 s \| |                    |             |                            |                  |
| |                    |             |                            |                  |
| Source : ProCyclingStats |                    |             |                            |                  |
| Classement général |                    |             |                            |                  |
| Coureur | Coureur            | Pays        | Équipe                     | Temps            |
| 1er | Jesús Herrada      | Espagne     | Cofidis, Solutions Crédits | 54 h 50 min 19 s |
| 2e | Simon Yates        | Royaume-Uni | Mitchelton-Scott           | + 1 min 42 s     |
| 3e | Nairo Quintana     | Colombie    | Movistar Team              | + 1 min 50 s     |
| 4e | Alejandro Valverde | Espagne     | Movistar Team              | + 1 min 54 s     |
| 5e | Miguel Ángel López | Colombie    | Astana                     | + 2 min 23 s     |
| 6e | Rigoberto Urán     | Colombie    | EF Education First-Drapac  | + 2 min 33 s     |
| 7e | Ion Izagirre       | Espagne     | Bahrain-Merida             | + 2 min 35 s     |
| 8e | Tony Gallopin      | France      | AG2R La Mondiale           | + 2 min 40 s     |
| 9e | Steven Kruijswijk  | Pays-Bas    | LottoNL-Jumbo              | + 2 min 44 s     |
| 10e | Emanuel Buchmann   | Allemagne   | Bora-Hansgrohe             | + 2 min 47 s     |

| Classement par points | Classement par points | Classement par points | Classement par points | Classement par points |
| Coureur               | Coureur               | Pays                  | Équipe                | Points                |
| --------------------- | --------------------- | --------------------- | --------------------- | --------------------- |
| 1er                   | Alejandro Valverde    | Espagne               | Movistar Team         | 85 pts                |
| 2e                    | Peter Sagan           | Slovaquie             | Bora-Hansgrohe        | 83 pts                |
| 3e                    | Benjamin King         | États-Unis            | Dimension Data        | 68 pts                |
| 4e                    | Dylan Teuns           | Belgique              | BMC Racing Team       | 68 pts                |
| 5e                    | Elia Viviani          | Italie                | Quick-Step Floors     | 66 pts                |
| 6e                    | Danny van Poppel      | Pays-Bas              | LottoNL-Jumbo         | 56 pts                |
| 7e                    | Alessandro De Marchi  | Italie                | BMC Racing Team       | 53 pts                |
| 8e                    | Giacomo Nizzolo       | Italie                | Trek-Segafredo        | 53 pts                |
| 9e                    | Michał Kwiatkowski    | Pologne               | Team Sky              | 50 pts                |
| 10e                   | Bauke Mollema         | Pays-Bas              | Trek-Segafredo        | 44 pts                |

| Classement par points | Classement par points | Classement par points | Classement par points | Classement par points |
| Coureur               | Coureur               | Pays                  | Équipe                | Points                |
| --------------------- | --------------------- | --------------------- | --------------------- | --------------------- |
| 1er                   | Alejandro Valverde    | Espagne               | Movistar Team         | 85 pts                |
| 2e                    | Peter Sagan           | Slovaquie             | Bora-Hansgrohe        | 83 pts                |
| 3e                    | Benjamin King         | États-Unis            | Dimension Data        | 68 pts                |
| 4e                    | Dylan Teuns           | Belgique              | BMC Racing Team       | 68 pts                |
| 5e                    | Elia Viviani          | Italie                | Quick-Step Floors     | 66 pts                |
| 6e                    | Danny van Poppel      | Pays-Bas              | LottoNL-Jumbo         | 56 pts                |
| 7e                    | Alessandro De Marchi  | Italie                | BMC Racing Team       | 53 pts                |
| 8e                    | Giacomo Nizzolo       | Italie                | Trek-Segafredo        | 53 pts                |
| 9e                    | Michał Kwiatkowski    | Pologne               | Team Sky              | 50 pts                |
| 10e                   | Bauke Mollema         | Pays-Bas              | Trek-Segafredo        | 44 pts                |

| Classement de la montagne | Classement de la montagne    | Classement de la montagne | Classement de la montagne  | Classement de la montagne |
| Coureur                   | Coureur                      | Pays                      | Équipe                     | Points                    |
| ------------------------- | ---------------------------- | ------------------------- | -------------------------- | ------------------------- |
| 1er                       | Luis Ángel Maté              | Espagne                   | Cofidis, Solutions Crédits | 64 pts                    |
| 2e                        | Benjamin King                | États-Unis                | Dimension Data             | 40 pts                    |
| 3e                        | Bauke Mollema                | Pays-Bas                  | Trek-Segafredo             | 34 pts                    |
| 4e                        | Thomas De Gendt              | Belgique                  | Lotto-Soudal               | 29 pts                    |
| 5e                        | Pierre Rolland               | France                    | EF Education First-Drapac  | 26 pts                    |
| 6e                        | Óscar Rodríguez Garaicoechea | Espagne                   | Euskadi-Murias             | 12 pts                    |
| 7e                        | Dylan Teuns                  | Belgique                  | BMC Racing Team            | 10 pts                    |
| 8e                        | Rafał Majka                  | Pologne                   | Bora-Hansgrohe             | 9 pts                     |
| 9e                        | Ben Gastauer                 | Luxembourg                | AG2R La Mondiale           | 7 pts                     |
| 10e                       | Alejandro Valverde           | Espagne                   | Movistar Team              | 6 pts                     |

| Classement de la montagne | Classement de la montagne    | Classement de la montagne | Classement de la montagne  | Classement de la montagne |
| Coureur                   | Coureur                      | Pays                      | Équipe                     | Points                    |
| ------------------------- | ---------------------------- | ------------------------- | -------------------------- | ------------------------- |
| 1er                       | Luis Ángel Maté              | Espagne                   | Cofidis, Solutions Crédits | 64 pts                    |
| 2e                        | Benjamin King                | États-Unis                | Dimension Data             | 40 pts                    |
| 3e                        | Bauke Mollema                | Pays-Bas                  | Trek-Segafredo             | 34 pts                    |
| 4e                        | Thomas De Gendt              | Belgique                  | Lotto-Soudal               | 29 pts                    |
| 5e                        | Pierre Rolland               | France                    | EF Education First-Drapac  | 26 pts                    |
| 6e                        | Óscar Rodríguez Garaicoechea | Espagne                   | Euskadi-Murias             | 12 pts                    |
| 7e                        | Dylan Teuns                  | Belgique                  | BMC Racing Team            | 10 pts                    |
| 8e                        | Rafał Majka                  | Pologne                   | Bora-Hansgrohe             | 9 pts                     |
| 9e                        | Ben Gastauer                 | Luxembourg                | AG2R La Mondiale           | 7 pts                     |
| 10e                       | Alejandro Valverde           | Espagne                   | Movistar Team              | 6 pts                     |

| Classement du combiné | Classement du combiné | Classement du combiné | Classement du combiné | Classement du combiné |
| Coureur               | Coureur               | Pays                  | Équipe                | Points                |
| --------------------- | --------------------- | --------------------- | --------------------- | --------------------- |
| 1er                   | Alejandro Valverde    | Espagne               | Movistar Team         | 15 pts                |
| 2e                    | Benjamin King         | États-Unis            | Dimension Data        | 20 pts                |
| 3e                    | Miguel Ángel López    | Colombie              | Astana                | 36 pts                |
| 4e                    | Bauke Mollema         | Pays-Bas              | Trek-Segafredo        | 42 pts                |
| 5e                    | Rafał Majka           | Pologne               | Bora-Hansgrohe        | 46 pts                |
| 6e                    | Simon Yates           | Royaume-Uni           | Mitchelton-Scott      | 54 pts                |
| 7e                    | Michał Kwiatkowski    | Pologne               | Team Sky              | 54 pts                |
| 8e                    | Nairo Quintana        | Colombie              | Movistar Team         | 56 pts                |
| 9e                    | Laurens De Plus       | Belgique              | Quick-Step Floors     | 68 pts                |
| 10e                   | Gianluca Brambilla    | Italie                | Trek-Segafredo        | 99 pts                |

| Classement du combiné | Classement du combiné | Classement du combiné | Classement du combiné | Classement du combiné |
| Coureur               | Coureur               | Pays                  | Équipe                | Points                |
| --------------------- | --------------------- | --------------------- | --------------------- | --------------------- |
| 1er                   | Alejandro Valverde    | Espagne               | Movistar Team         | 15 pts                |
| 2e                    | Benjamin King         | États-Unis            | Dimension Data        | 20 pts                |
| 3e                    | Miguel Ángel López    | Colombie              | Astana                | 36 pts                |
| 4e                    | Bauke Mollema         | Pays-Bas              | Trek-Segafredo        | 42 pts                |
| 5e                    | Rafał Majka           | Pologne               | Bora-Hansgrohe        | 46 pts                |
| 6e                    | Simon Yates           | Royaume-Uni           | Mitchelton-Scott      | 54 pts                |
| 7e                    | Michał Kwiatkowski    | Pologne               | Team Sky              | 54 pts                |
| 8e                    | Nairo Quintana        | Colombie              | Movistar Team         | 56 pts                |
| 9e                    | Laurens De Plus       | Belgique              | Quick-Step Floors     | 68 pts                |
| 10e                   | Gianluca Brambilla    | Italie                | Trek-Segafredo        | 99 pts                |

| Classement par équipes | Classement par équipes                   | Classement par équipes | Classement par équipes |
| Équipe                 | Équipe                                   | Pays                   | Temps                  |
| ---------------------- | ---------------------------------------- | ---------------------- | ---------------------- |
| 1re                    | Bahrain-Merida                           | Bahreïn                | 164 h 25 min 16 s      |
| 2e                     | Dimension Data                           | Afrique du Sud         | + 11 min 17 s          |
| 3e                     | Movistar Team                            | Espagne                | + 13 min 32 s          |
| 4e                     | Sky                                      | Royaume-Uni            | + 14 min 16 s          |
| 5e                     | Lotto NL-Jumbo                           | Pays-Bas               | + 19 min 03 s          |
| 6e                     | Bora-Hansgrohe                           | Allemagne              | + 19 min 57 s          |
| 7e                     | EF Education First-Drapac p/b Cannondale | États-Unis             | + 35 min 19 s          |
| 8e                     | Astana                                   | Kazakhstan             | + 36 min 06 s          |
| 9e                     | Euskadi Basque Country-Murias            | Espagne                | + 36 min 25 s          |
| 10e                    | Caja Rural-Seguros RGA                   | Espagne                | + 41 min 02 s          |

| Classement par équipes | Classement par équipes                   | Classement par équipes | Classement par équipes |
| Équipe                 | Équipe                                   | Pays                   | Temps                  |
| ---------------------- | ---------------------------------------- | ---------------------- | ---------------------- |
| 1re                    | Bahrain-Merida                           | Bahreïn                | 164 h 25 min 16 s      |
| 2e                     | Dimension Data                           | Afrique du Sud         | + 11 min 17 s          |
| 3e                     | Movistar Team                            | Espagne                | + 13 min 32 s          |
| 4e                     | Sky                                      | Royaume-Uni            | + 14 min 16 s          |
| 5e                     | Lotto NL-Jumbo                           | Pays-Bas               | + 19 min 03 s          |
| 6e                     | Bora-Hansgrohe                           | Allemagne              | + 19 min 57 s          |
| 7e                     | EF Education First-Drapac p/b Cannondale | États-Unis             | + 35 min 19 s          |
| 8e                     | Astana                                   | Kazakhstan             | + 36 min 06 s          |
| 9e                     | Euskadi Basque Country-Murias            | Espagne                | + 36 min 25 s          |
| 10e                    | Caja Rural-Seguros RGA                   | Espagne                | + 41 min 02 s          |

## Abandon
- 123 -  José Gonçalves (Katusha-Alpecin) : abandon